# 오촌 (돗토리현)
오촌(大村)은 돗토리현에 있던 촌이다. 1896년 3월 31일까지 지즈군에 속해있었다.